# Luterbach
Luterbach es una comuna suiza del cantón de Soleura, ubicada en el distrito de Wasseramt. Limita al norte con la comuna de Riedholz y una parte de Deitingen, al este con Deitingen, al sur con Derendingen, y al oeste con Zuchwil.

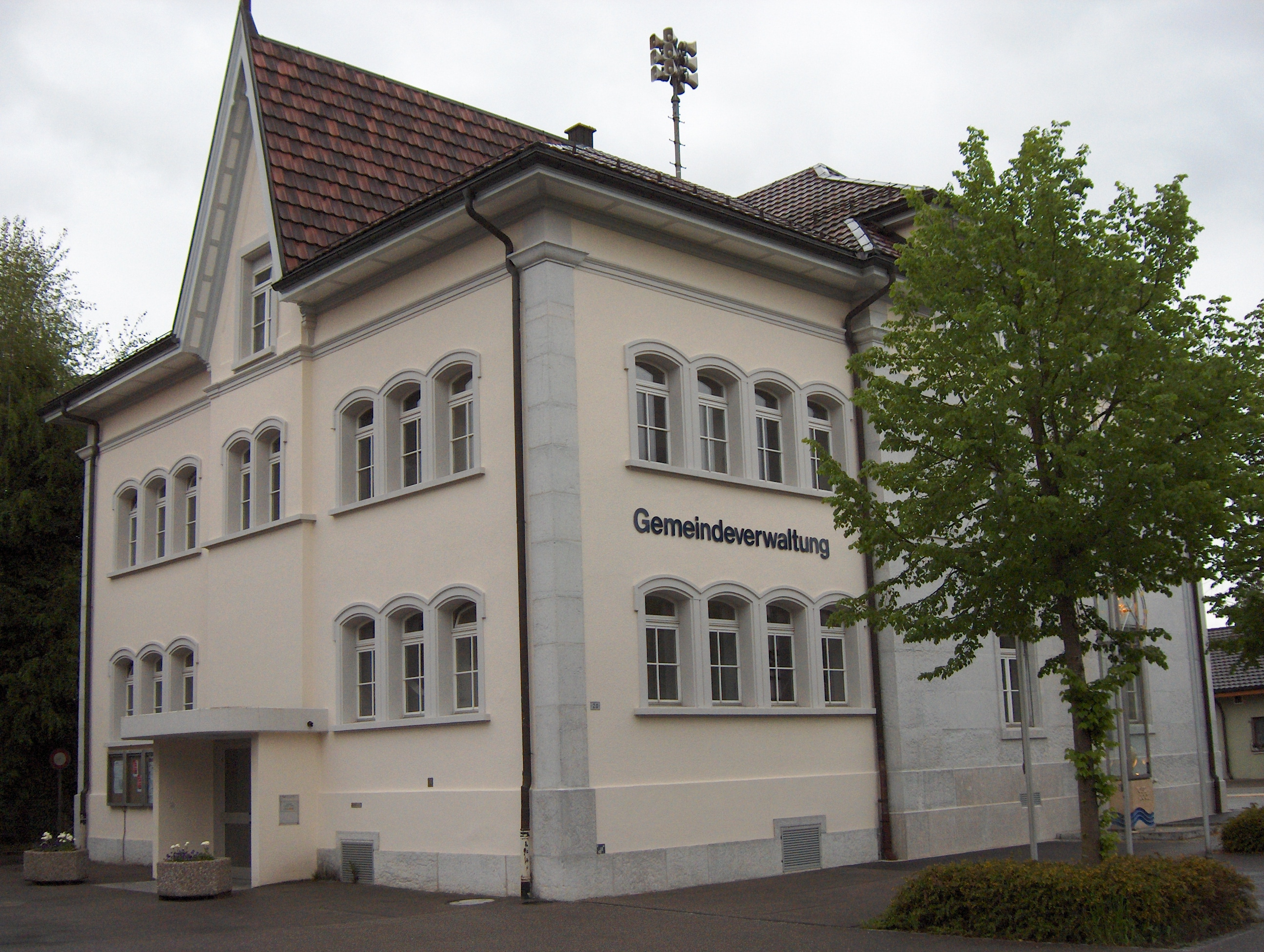
Administración comunal de Luterbach.